# Moenkopi
Moenkopi es un lugar designado por el censo ubicado en el condado de Coconino en el estado estadounidense de Arizona. En el Censo de 2010 tenía una población de 964 habitantes y una densidad poblacional de 247,64 personas por km².

## Geografía
Moenkopi se encuentra ubicado en las coordenadas 36°6′45″N 111°13′17″O / 36.11250, -111.22139. Según la Oficina del Censo de los Estados Unidos, Moenkopi tiene una superficie total de 3,89 km², de la cual 3,89 km² corresponden a tierra firme y (0%) 0 km² es agua.

## Demografía
Según el censo de 2010, había 964 personas residiendo en Moenkopi. La densidad de población era de 247,64 hab./km². De los 964 habitantes, Moenkopi estaba compuesto por el 0,83% blancos, el 0% eran afroamericanos, el 98,55% eran amerindios, el 0% eran asiáticos, el 0% eran isleños del Pacífico, el 0,1% eran de otras razas y el 0,52% pertenecían a dos o más razas. Del total de la población el 1,35% eran hispanos o latinos de cualquier raza.